# Ransom
Ransom är en amerikansk thrillerfilm från 1996 med Mel Gibson, Rene Russo och Gary Sinise baserad på filmen Signal från okänd (1956). Filmen blev nominerad till en Golden Globe Award för bästa skådespelare.

## Handling
Filmen börjar under en fest hemma hos ägaren av en flygplansfirma, Tom Mullen (Mel Gibson). Samtidigt förbereder några kidnappare ett rum att hålla en person fången i.
Tom, hans fru Kate (Rene Russo) och deras son Sean (Brawley Nolte) besöker en vetenskapsmässa i Central Park. När både Tom och Kate för ett ögonblick tittar bort, blir Sean tagen av kidnapparna. Båda föräldrar springer runt i parken och letar förtvivlat efter Sean, medan kidnapparna åker därifrån. Tom och Kate får sedan ett anonymt mail från kidnapparna, där dessa kräver 2 miljoner dollar i lösesumma. Efter tvekan väljer paret Mullen att kontakta FBI.
FBI-teamet leds av Special Agent Lonnie Hawkins, som baserat på sin erfarenhet råder paret att betala lösesumman. Tom Mullen erkänner för Hawkins att han har mutat en fackföreningsrepresentant för att förhindra en strejk på sitt flygbolag. Han misstänker att det är denna man, Jackie Brown, som hamnade i fängelse på grund av detta, som ligger bakom kidnappningen. Vid en konfrontation i fängelset framgår att Brown inte är inblandad.
Hjärnan bakom kidnappningen är NYPD-detektiven Jimmy Shaker (Gary Sinise), som med hjälp av sin flickvän Maris Conner (Lili Taylor) och tre av hennes vänner håller Sean fången i Maris lägenhet. Shaker är erfaren och känner till polisens tillvägagångssätt.
Tom Mullen går med på att lämna över lösesumman och följer en lång rad komplicerade åtgärder, dirigerad av Shaker, som har till mål att se till så att FBI tappar spåret och inte är i stånd att följa Tom. Detta inkluderar bland annat att Tom måste dyka ner i en simbassäng, så att eventuell elektronisk utrustning han bär blir utslagen. Han får sedan ett samtal från Shaker, som beskriver den fortsatta vägen han ska ta till platsen där pengarna ska lämnas. På vägen dit frågar Tom Shaker varför denne kidnappar hans son. Shaker svarar med att berätta handlingen i H.G. Wells' The Time Machine, och det framgår att Shaker inte ser sig själv som ond utan att han av någon rik person kräver lite av de pengar han anser vara rättmätigt sina efter ett liv av hårt arbete.
När Tom Mullen slutligen kommer fram till den slutgiltiga platsen och träffar den kidnappare (Donnie Wahlberg) som ska ge honom adressen till Sean, har denne ingen aning om vad det är Tom begär och handgemäng utbryter. FBI har då redan hunnit ifatt Tom och kidnapparen dödas av prickskyttar, medan beväpnade trupper stormar byggområdet de befinner sig på.
När han återvänder hem, blir Tom uppringd av Shaker. Denne kräver en ny lösesumma och att Tom kommer helt ensam den här gången. Tom är övertygad om att han aldrig kommer att få se sin son igen och kontaktar den lokala nyhetsstationen. I en extrainsatt nyhetssändning förkunnar han att han inte tänker betala lösesumman utan istället utlovar han dessa två miljoner dollar som belöning till den som anmäler kidnapparen. Både FBI och Kate Mullen försöker få Tom att dra tillbaka belöningen.
Shaker känner sig enormt pressad och när Tom under ett telefonsamtal pressar honom ännu mer hotar Shaker att döda Sean, och avfyrar sedan ett skott. Både Tom och Kate tror då att deras son är död. Tom beslutar sig för att dubbla belöningen. Shaker iscensätter då en skottlossning mellan sig och de andra kidnapparna, där alla utom han omkommer. När polisen kommer till platsen, förklarar han att han är en polis som kom kidnapparna på spåren och blir hyllad som en hjälte.
Några dagar senare kommer Shaker hem till Mullens för att hämta sin belöning. Medan han och Tom sitter i Toms kontor, märker denne att något är lurt – tack vare Seans reaktion när han ser Shaker och Shakers användning av ett uttryck som även kidnapparen använder. Shaker upptäcker ganska fort att Tom är honom på spåren och hotar honom med sin pistol. Tom lyckas övertyga Shaker att gå med honom till banken, så att de kan göra överföringen direkt. Shaker tvingar Tom att på vägen dit ringa sin privatjet och förbereda den för avfärd. Istället för att ringa sin pilot ringer Tom Agent Hawkins och lyckas med kodord förmedla sin situation.
När Tom och Shaker lämnar banken konfronteras de av flera poliser. Shaker drabbas av panik, börjar öppna eld och dödar flera poliser. Tom slänger sig mot Shaker, som tappar sin pistol, och slagsmål utbryter mellan de båda. Tom lyckas slutligen kasta sig med Shaker genom ett skyltfönster och när de kommer upp ur skärvorna är de omringade av FBI-agenter och vanliga poliser. Shaker försöker dra sin andra pistol han bär runt vristen och skjuta Tom, men blir skjuten av Hawkins innan han hinner avlossa skottet. Filmen slutar med att Tom och Kate går därifrån och städandet av brottsplatsen inleds.

## Medverkande (i urval)
- Mel Gibson - Tom Mullen
- Rene Russo - Kate Mullen
- Gary Sinise - Detective Jimmy Shaker
- Lili Taylor - Maris Conner
- Delroy Lindo - Special Agent Lonnie Hawkins
- Brawley Nolte - Sean Mullen

## Övrigt
- Filmen bygger på en film (svensk titel Signal från okänd) från 1956 med Glenn Ford, Donna Reed och Leslie Nielsen i huvudrollerna.
- Mel Gibson genomgick under filmens inspelande en smärtsam operation och påstår att all smärta han visar under filmen inte var spelad. [1]
- Ransom har parodierats i ett avsnitt av The Nanny, där C.C:s hund kidnappas.